# سیمیخاکا
سیمیخاکا (انگلیسی: Simijaca) نام شهری در کشور کلمبیا است.